# سیستم آدرس‌دهی ژاپنی
سیستم آدرس‌دهی ژاپنی (انگلیسی: Japanese addressing system)، برای شناسایی یک مکان خاص در ژاپن استفاده می‌شود.
وقتی با حروف ژاپنی ن (سامانه نگارش زبان ژاپنی) نوشته می‌شود، آدرس‌ها با بزرگ‌ترین موجودیت جغرافیایی شروع می‌شوند و به خاص‌ترین آنها ادامه می‌دهند. سیستم ژاپنی پیچیده وایدیوسنکرازی (خاص) است، محصول رشد طبیعی نواحی شهری، برخلاف سیستم‌هایی که در شهرها استفاده می‌شود که به‌عنوان شبکه‌بندی و تقسیم‌بندی به ربع یا ناحیه تقسیم می‌شوند.
وقتی با الفبای زبان لاتین نوشته می‌شود، آدرس‌ها از قراردادی که اکثر نشانی‌های غربی استفاده می‌کنند پیروی می‌کنند و با کوچک‌ترین موجودیت جغرافیایی (معمولاً یک شماره خانه) شروع می‌شوند و به بزرگ‌ترین می‌روند. با این حال، حتی زمانی که با استفاده از نویسه‌های لاتین ترجمه می‌شود، در پست ژاپن مستلزم آن است که آدرس به ژاپنی نیز نوشته شود تا از تحویل صحیح اطمینان حاصل شود.
سیستم آدرس دهی فعلی پس از جنگ جهانی دوم به عنوان یک تغییر جزئی در طرح مورد استفاده در دوره میجی ایجاد شد. نام خیابان‌ها به ندرت در آدرس‌های پستی استفاده می‌شود (به جز در کیوتو و برخی از شهرهای هوکایدو مانند ساپورو).

## قطعات آدرس

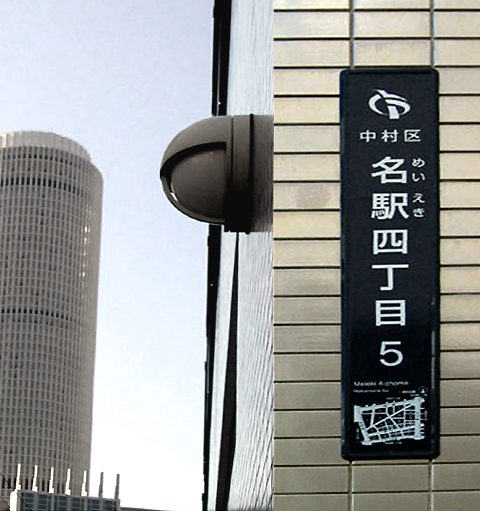
A نشانی ناکامورا-کو، ایستگاه ناگویا ۴-چومه، ۵-بانچی (در ناگویا).

آدرس‌های ژاپنی با بزرگ‌ترین بخش این کشور، استان‌های ژاپن آغاز می‌شوند. بیشتر اینها "کن" (県) نامیده می‌شوند، اما سه نام استانی خاص دیگر نیز وجود دارد: تو to (都) برای توکیو، دوdō (道) برای  هوکایدو" و "فو" (府) برای دو استان شهری استان اوساکا و استان کیوتو.
پس از ذکر نام استان، شهرداری‌های ژاپن قرار دارد. برای یک شهرداری بزرگ این شهرهای ژاپن «شی» (shi، 市) است. شهرهایی که جمعیت به اندازه کافی بزرگ دارند (بیش از ۵۰۰۰۰۰ نفر) و به دستور هیئت دولت ژاپن چنین در نظر گرفته می‌شوند، شهرهای تعیین شده نامیده می‌شوند و به زیر آن نیز تقسیم می‌شوند. مناطق شهری ژاپن «کو» (ku، 区) نامیده می‌شوند، که در استان توکیو، ۲۳ منطقه از آنها به عنوان مناطق ویژه توکیو (特別区 توکوبستو-کو) وجود دارد.
با اختیارات بیشتر به شهرداران برای شهرداری‌های کوچک‌تر، آدرس‌ها شامل شهرستان‌های ژاپن ("گون"، 郡) و به دنبال آن فهرست شهرک‌ها در ژاپن (چو "chō" یا ماچی "machi"، 町) یا فهرست روستاهای ژاپن (مورا mura یا son سون، 村). نیز هست.
برای پرداختن به اهداف، شهرداری‌ها ممکن است به «چو» یا «ماچی» (دو قرائت متفاوت از کاراکتر کانجی 町، بسته به مورد خاص) و/یا «آزا» (字) تقسیم شوند. با وجود استفاده از کانجی‌های مشابه برای واژه شهر («ماچی») این کاراکتر در اینجا صرفاً یک واحد آدرس است و معنای مدیریتی و اداری ندارد. به همین ترتیب، در بخش‌های آدرس کو «ku» نیز وجود دارند که بخش‌های ویژه اداری نیستند. دو طرح رایج وجود دارد:
1. شهرداری ابتدا به «ماچی» و سپس به مناطق شهری تقسیم می‌شود (丁目 chōme). مثال:

- 台東区[浅草四丁目]
 (تایتو-کو, آساکوسا، ۴-چومه)
 (Taito-ku, Asakusa, 4-chōme)

1. شهرداری به او-آزا ō-aza (大字) یا حروف بزرگ تقسیم شده است، که ممکن است هر «آزا» (字) حروف بزرگ به نوبه خود به حروف کوچک «کو-آزا» (小字) تقسیم شود.

- مثال: 青森市[大字滝沢字住吉]

(او-آزا تاکیزاوا، آزا سومیوشی)

(Aomori-shi, [ō-aza Takizawa, aza Sumiyoshi])
با این حال، استثنائات فراوان است و خط بین طرح‌ها اغلب مبهم است زیرا هیچ جداکننده واضحی برای «machi", "aza» و غیره وجود ندارد. برخی از شهرداری‌ها نیز مانند ریوگاساکی، ایباراکی هستند که از هیچ بخش فرعی استفاده نمی‌کنند.
در زیر این سطح، دو سبک آدرس دهی امکان‌پذیر است.
1. در روش جدیدتر jūkyo hyōji (住居表示؟) سبکی است، که توسط قانون ۱۹۶۲ در مورد نشانی آدرس مسکونی به تصویب رسیده است. (住居表示に関する法律؟)[۳] و توسط اکثریت کشور استفاده می‌شود، سطح بعدی بلوک شهر (街区 gaiku) است که همیشه شماره ساختمان «بانگو» (番号bangō) به دنبال آن قرار می‌گیرد. ساختمان ۱۰ در بلوک ۵ به‌طور رسمی به صورت ۵番۱۰号 (5-ban 10-gō) نوشته می‌شود. برای ساختمان‌های آپارتمانی، «شماره آپارتمان» «هیا بانگو» (部屋番号 heya bangō) ممکن است با خط فاصله به ساختمان اضافه شود،
2. در سبک قدیمی‌تر چیبان (地番؟) که هنوز در برخی مناطق روستایی و قدیمی‌تر استفاده می‌شود.

در هر دو سبک، از آنجایی که همه عناصر آدرس از «چومه» «chōme» به پایین عددی هستند، در استفاده معمولی معمول است که آنها را توسط خطی از هم جدا کنیم.